# El Niño
Chú thích:
Normal Conditions là trạng thái bình thường.
Hình biểu diễn Convective Circulation là đối lưu khí quyển.
Equator là xích đạo.
Màu đỏ thẫm là dòng nước ấm.
Mũi tên màu trắng là phương hướng dòng nước biển tầng ngoài.
Thermocline là tầng nhảy lên nhiệt độ, ngăn chia ra hai phần: phần trên là miền nước ấm, phần dưới là miền nước lạnh.
120 độ E là 120 độ kinh đông.
80 độ W là 80 độ kinh tây.
Hiện tượng En Ni-nhô (tiếng Tây Ban Nha: fenómeno El Niño, tiếng Anh: El Niño phenomenon), là một hiện tượng trái ngược với hiện tượng La Niña. Còn gọi là Hiện tượng Con trai của Chúa, kết hợp với Dao động sóng cả phương nam - một hiện tượng khác, gọi là ENSO, là danh từ mà ngư dân ở khu vực dọc bờ biển Peru và Ecuador sử dụng để gọi một hiện tượng khí hậu khác thường. Chủ yếu chỉ nhiệt độ mặt biển ở đại dương nhiệt đới của phần phía đông và trung tâm của Thái Bình Dương liên tục không ngừng thay đổi khiến cho nóng ấm một cách khác thường, khiến cho mô thức khí hậu của cả thế giới phát sinh biến hoá, hình thành một số khu vực khô cạn và một số khu vực khác lượng mưa xuống lại vượt hơn mức độ thường.

## Tiêu chuẩn định nghĩa

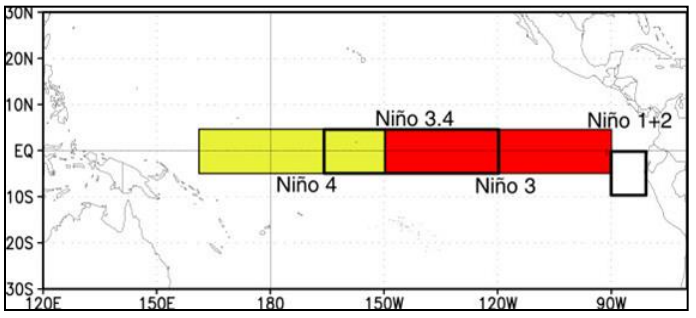
Các loại miền Niño được thị sát kiểm trắc nhiệt độ mặt biển để mà xác định tướng ENSO hiện tại (nóng ấm hoặc lạnh rét).

## Nguyên nhân hình thành

Phát triển của En Ni-nhô.

## Hiệu ứng và ảnh hưởng

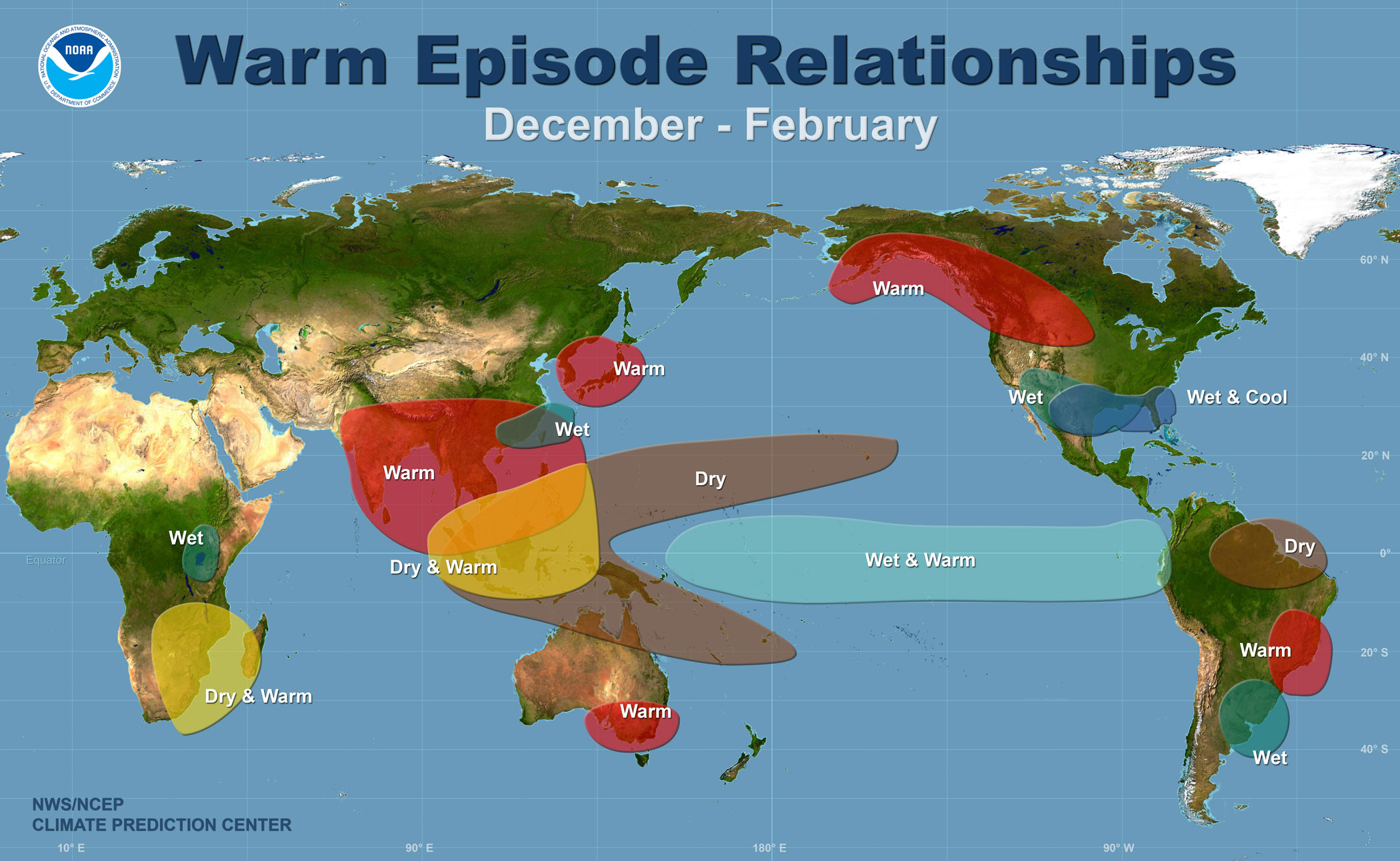
Tác động của El Niño trên thế giới

El Niño, La Niña và sự nóng lên toàn cầu

## Tác động

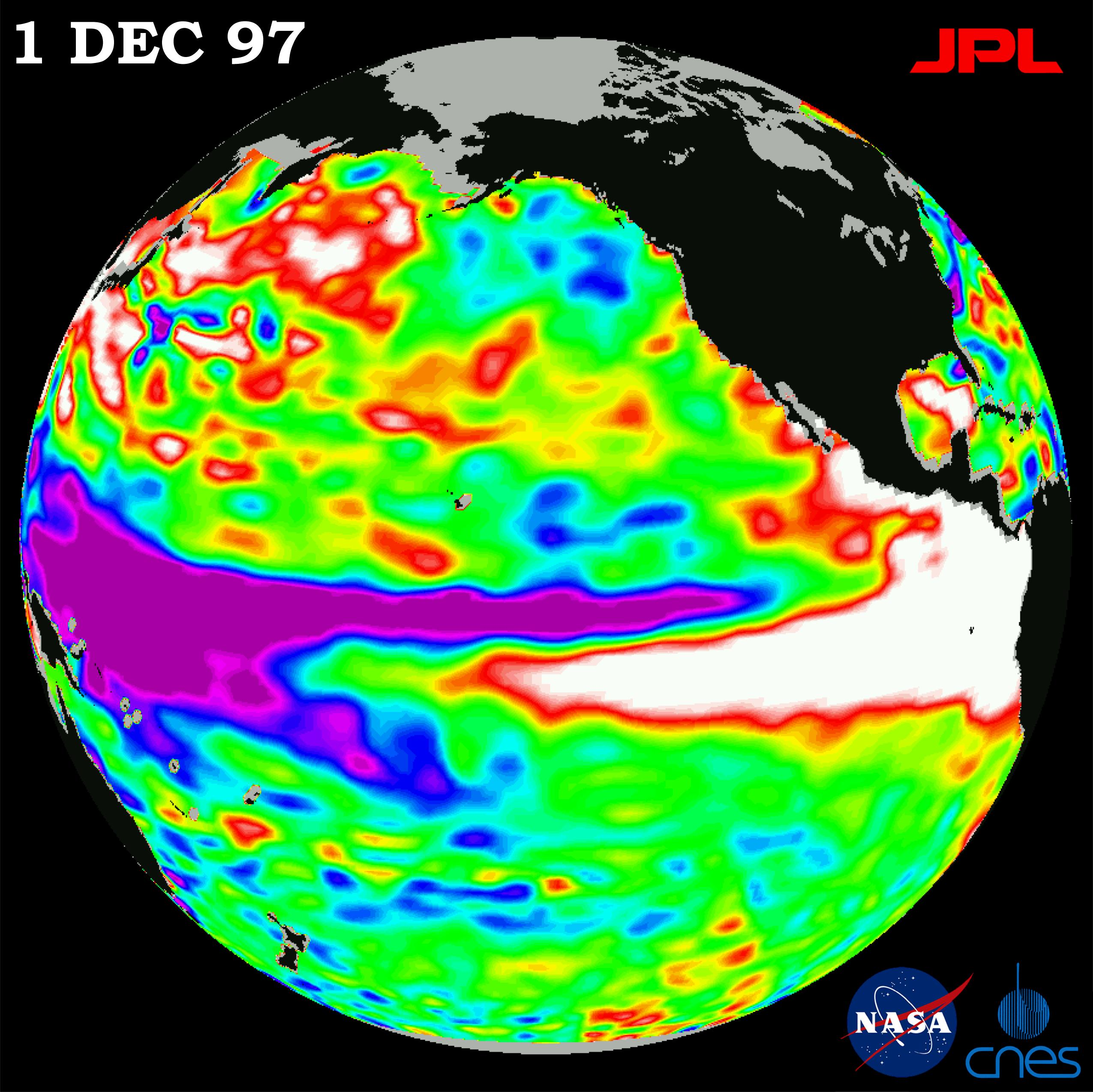
Sự kiện En Ni-nhô năm 1997 do vệ tinh TOPEX/Poseidon quan trắc đến nơi. Khu vực màu trắng ở bên ngoài bờ biển của khu vực xích đạo Nam Mĩ và Bắc Mĩ ám thị tụ tập nước ấm.